# فتح الرب الودود في الفتاوى والرسائل والردود
فتح الرب الودود في الفتاوى والرسائل والردود هو كتاب فقهي عبارة عن أجوبة جمعها المؤلف من مجموعة كبيرة من الأسئلة التي وردت إليه،  الفه أحمد بن يحيى النجمي (1346 هـ 1928 – 1429 هـ 2008). كان سبب جمعه للفتاوى هو أن منطقة جازان كان مفتيها عبد الله القرعاوي ثم كان من بعده حافظ الحكمي، فلما توفي أصبح الشيخ ناصر خلوفه مفتيًا للمنطقة، فلما مرض انتقلت إلى الشيخ محمد صغير المحسن، ثم انتقل إلى نجران في العام 1394 هـ وأصبح أحمد بن يحيى النجمي مفتيًا لمنطقة جازان. وقد جمع كثيرا من الأشئلة التي وردت عليه وجعلها في كتاب مستقل. يقع الكتاب في 350 صفحة ويحوي على 623 سؤال وجواب.
يقول أحمد بن يحيى النجمي في مقدمة كتابه:
| فتح الرب الودود في الفتاوى والرسائل والردود | ولست أدعي بلوغ الغاية ولا السلامة من الخطأ في الترجيح واختيار القول الأقرب إلى الدليل ولكني أرجو التسديد والمقاربة ولم أدون إلا القليل وإن قلت أقل القليل لم أبعد عن الحقيقة لأني أتعب من الكتابة وإذا كان منذ سبع وعشرين سنة تقريبًا قل أن يمضييوم في هذه المدةإلا وتأتي إلي فيه قضية أو قضيتان على الأقل وقد تصل في بعض الأيام إلى ست أو سبع إلا أن أكون غائبا أو مريضا. | فتح الرب الودود في الفتاوى والرسائل والردود |